# Nikolai Novosjolov
Nikolai Novosjolov (ros. Николай Новосёлов, Nikołaj Nowosiołow; ur. 9 czerwca 1980 w Haapsalu) – estoński szpadzista, czterokrotny medalista mistrzostw świata.
Podczas mistrzostw świata w Nîmes w 2001 roku Estończycy w składzie: Kaido Kaaberma, Nikolai Novosjolov, Sergei Vaht i Meelis Loit zdobyli srebrny medal w zawodach drużynowych. Na mistrzostwach świata w Paryżu (2010) wywalczył indywidualnie złoty medal, pokonując w finale Francuza Gauthiera Grumiera. Był to pierwszy w historii złoty medal w tej konkurencji dla Estonii. Złoto zdobył również na rozgrywanych trzy lata później mistrzostwach świata w Budapeszcie, tym razem w finale pokonując Wenezuelczyka Rubéna Limardo. Ponadto zdobył srebrny medal indywidualnie na mistrzostwach świata w Lipsku w 2017 roku, gdzie finał przegrał z Włochem Paolo Pizzo.
Wystartował na igrzyskach olimpijskich w Sydney w 2000 roku, zajmując drużynowo dziewiąte miejsce. Następnie wystąpił na igrzyskach olimpijskich w Pekinie w 2008 roku, zajmując indywidualnie trzydzieste miejsce. Na rozgrywanych cztery lata później igrzyskach olimpijskich w Londynie zajął dziewiąte miejsce indywidualnie. Brał także udział w igrzyskach olimpijskich w Rio de Janeiro w 2016 roku, gdzie indywidualnie był ósmy.
Na mistrzostwach Europy w Legnano (2012) zdobył indywidualnie srebrny medal. Na rozgrywanych trzy lata później mistrzostwach Europy w Montreux zdobył srebro w zawodach drużynowych. Następnie wywalczył brąz indywidualnie na mistrzostwach Europy w Tbilisi (2017). Ponadto zdobył kolejny srebrny medal w turnieju indywidualnym na mistrzostwach Europy w Novim Sadzie (2018).
W 2011 roku był gościem specjalnym XXXI Międzynarodowego Turnieju Szermierczego o Puchar Barbakanu (Kraków, 28-29 maja 2011) organizowanego przez Krakowski Klub Szermierzy. W Turnieju tym wywalczył złoto, zwyciężając w walce finałowej reprezentanta Ukrainy - Witalija Medwediewa.

## Odznaczenia
- Order Białej Gwiazdy III Klasy – 2011[13]